# Ittigudi, Harapanahalli
Ittigudi là một làng thuộc tehsil Harapanahalli, huyện Davanagere, bang Karnataka, Ấn Độ.